# ペコス川

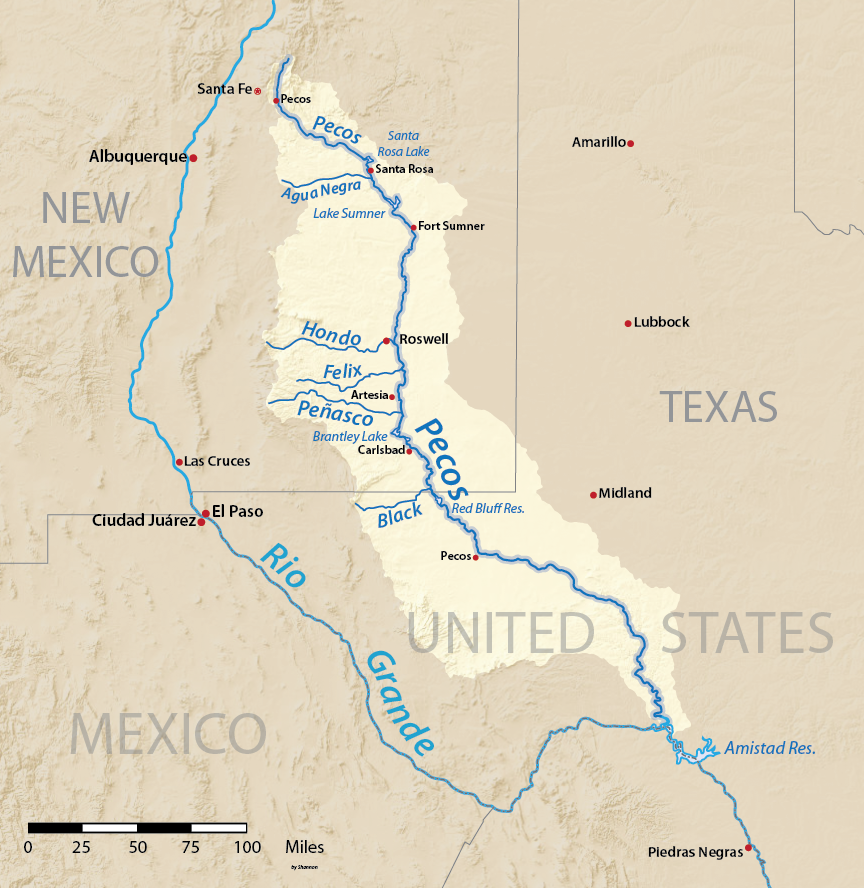
ペコス川流域図

ペコス川（ペコスがわ、英語: Pecos River, スペイン語: Río Pecos）は、アメリカ合衆国のニューメキシコ州とテキサス州を流れる河川。リオ・グランデ川の支流で、ニューメキシコ州の東部とテキサス州の西部を流れる。
名称はネイティブアメリカンの用語「ペコス・プエブロ」に由来する。メスカレロ族による古称としてリオ・ナタゲス(Río Natagés)の名がある。

## 概要
ニューメキシコ州北部にあるモラ郡南西のサングレ・デ・クリスト山脈ドルチャス山南部を源流とし、サンタローザを経て南東または南へ流れ、サムナー湖を経てフォートサムナーとロズウェルを通過。サクラメント山脈からの支流を合わせながら、カールズバッドの南でテキサス州に入る。レッド・ブラフ貯水池を抜け、リーブス郡ペコスおよびペコス郡を通り、テキサス州南西部のバルベルデ郡（デル・リオの北西約60km）でリオ・グランデ川に合流する。
中流のニューメキシコ州に建設されたサムナーダム、マクミランダム、アヴァロンダムは灌漑用のダムで、1906年からのカールズバッド開拓計画に利用され、101km2を潤している。マクミランダムは1987年に後継となるブラントリーダムに置き換わっている。
川の東方にはリャノ・エスタカード、エドワーズ高原といったグレートプレーンズが広がっている。
中流部のチャベス郡ロズウェル付近のビター湖国定鳥獣保護区とボトムレス湖群州立公園を含む一帯は自噴による湧水やシンクホールの湖が多く、Pyrgulopsis roswellensis、Tryonia kosteri、Gammarus desperatusなどの固有種の無脊椎動物、カナダヅルなどの渡り鳥および多くのトンボとイトトンボが生息している。2010年に「ロズウェルの自噴湿地群」としてラムサール条約登録地となった。
ペコス川の水利を巡っては長年にわたりニューメキシコ州とテキサス州の間に争いがあり、1949年に連邦政府が調停にあたった末、協定を結び決着している。

## 「ペコスの西」
テキサス州西部の牧場が全盛期を迎えた時代、その中でも西端に位置するペコス川よりも西の地域は「ペコスの西」("West of the Pecos")と呼ばれ、未開の荒々しい地域をさす語とされた。ここから「ダッジの西に法はなく、ペコスの西に神はない」("There's no law west of Dodge, and no God west of the Pecos")といった西部劇の譬えが生まれ（West Texas参照）、『ロイ・ビーン』、『チザム』といった当地を舞台とした作品にそのような土地柄がみられる。

## 名称の由来となった例
ワークブーツの一種である「ペコスブーツ」の名称はペコス川に由来し、もとはペコス川流域の農場や牧場の労働者向けに開発されたブーツであったことによる。レッドウィングの商標だったが、後に一般名詞化した。
野球の独立リーグ「ペコス・リーグ」もペコス川に由来する。

## ギャラリー

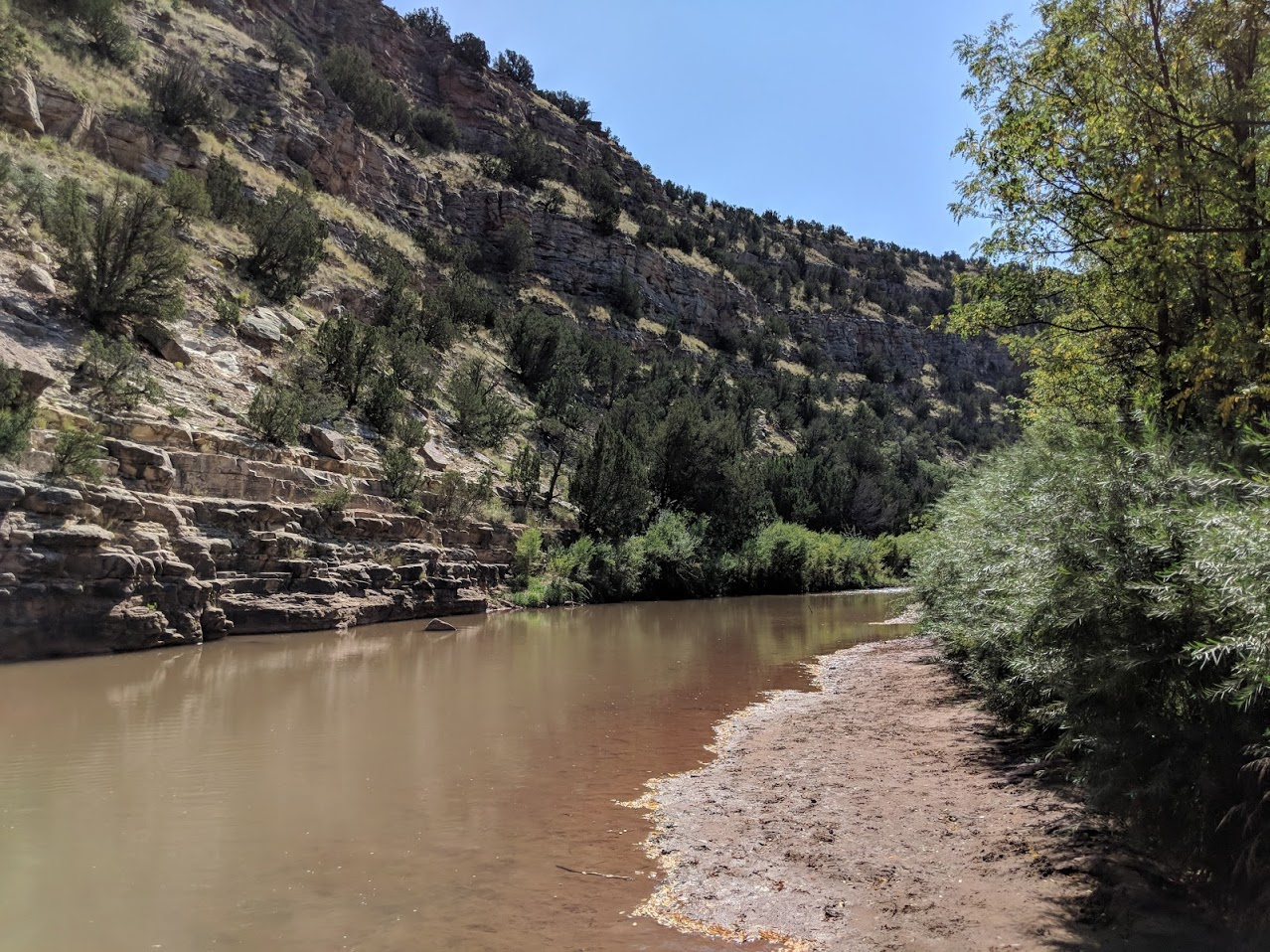
上流部。ニューメキシコ州のヴィラヌエバ州立公園内。
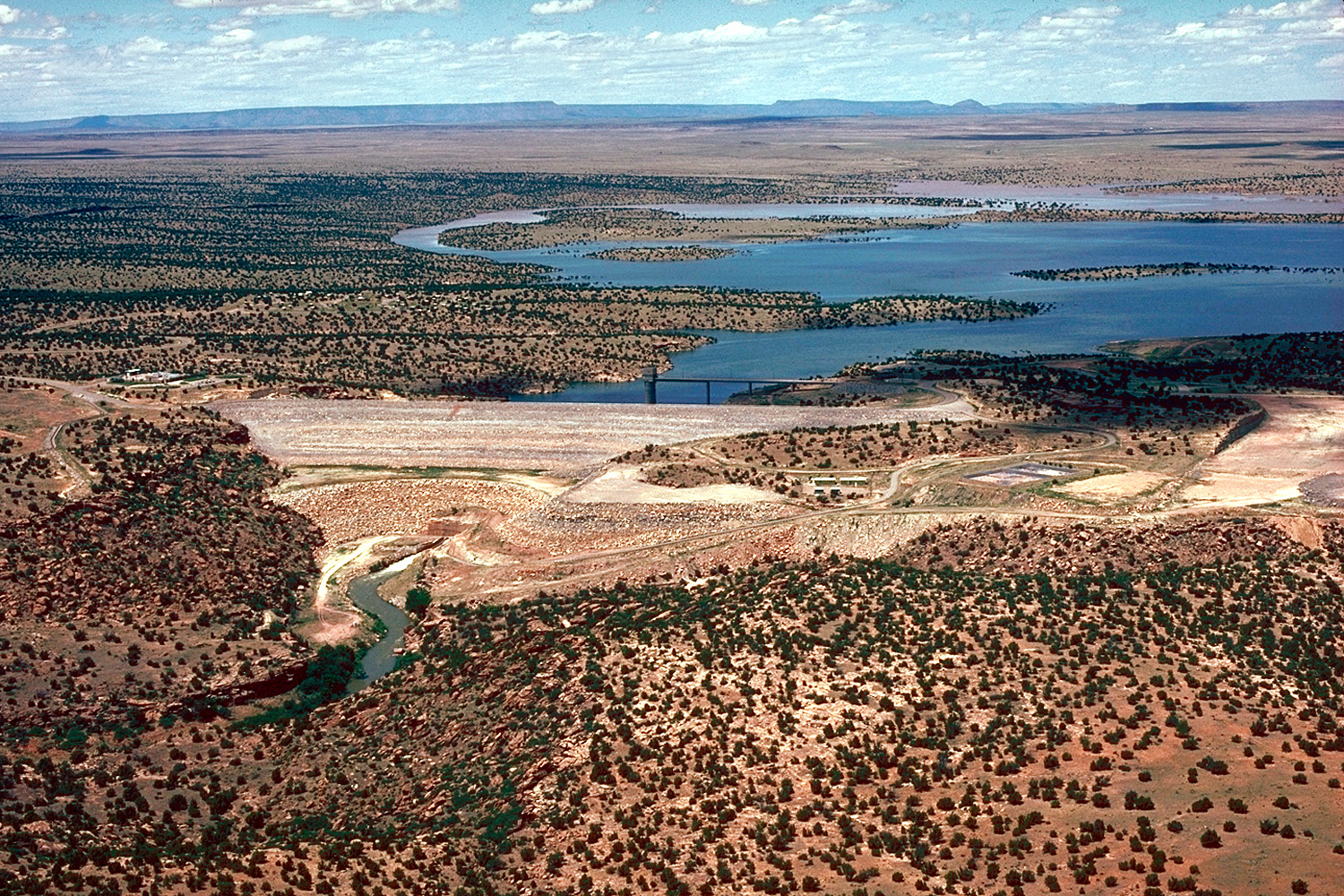
ニューメキシコ州のサンタローザダムとダム湖。
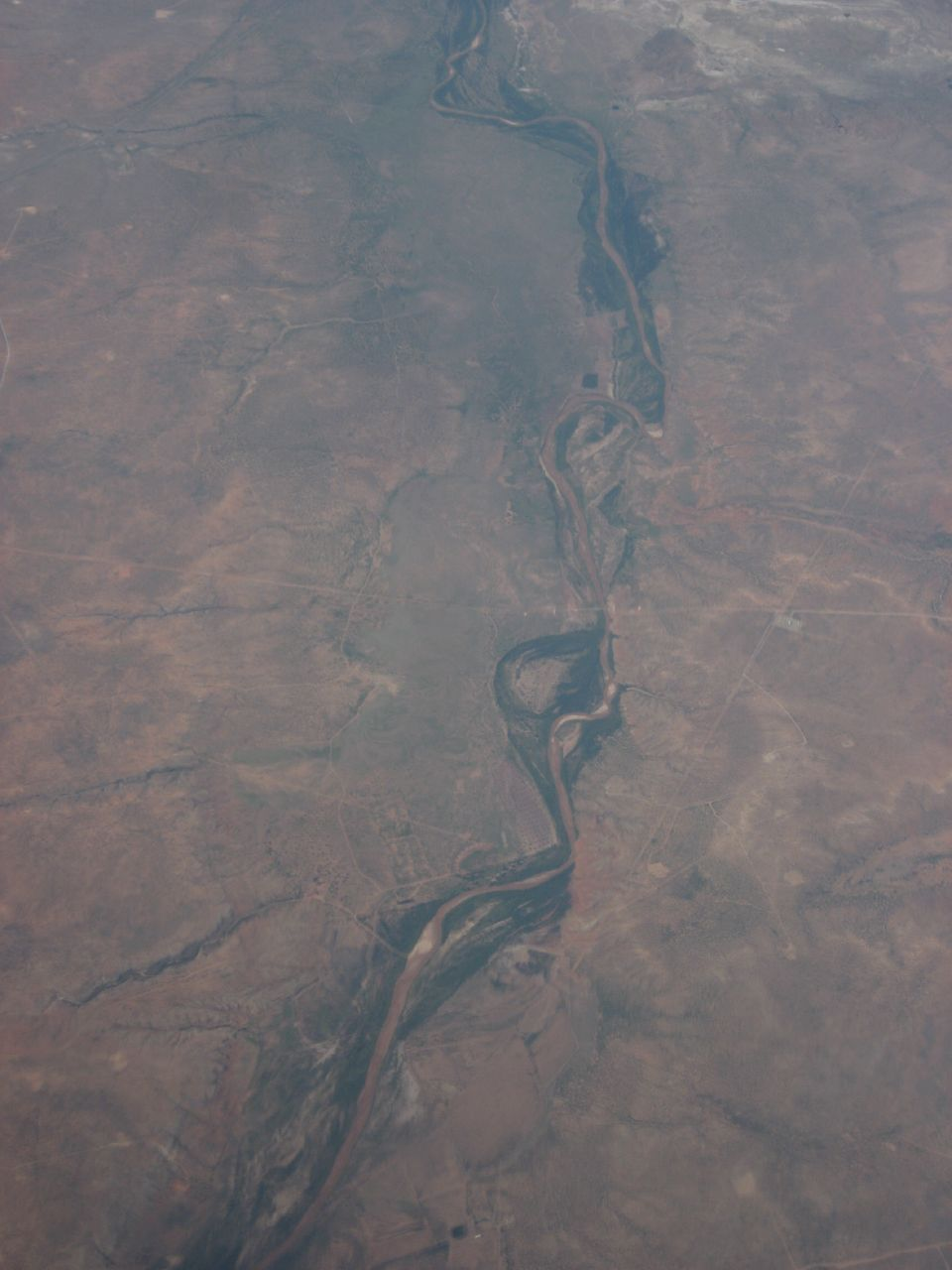
中流部の航空写真（ニューメキシコ州ロズウェル付近）。
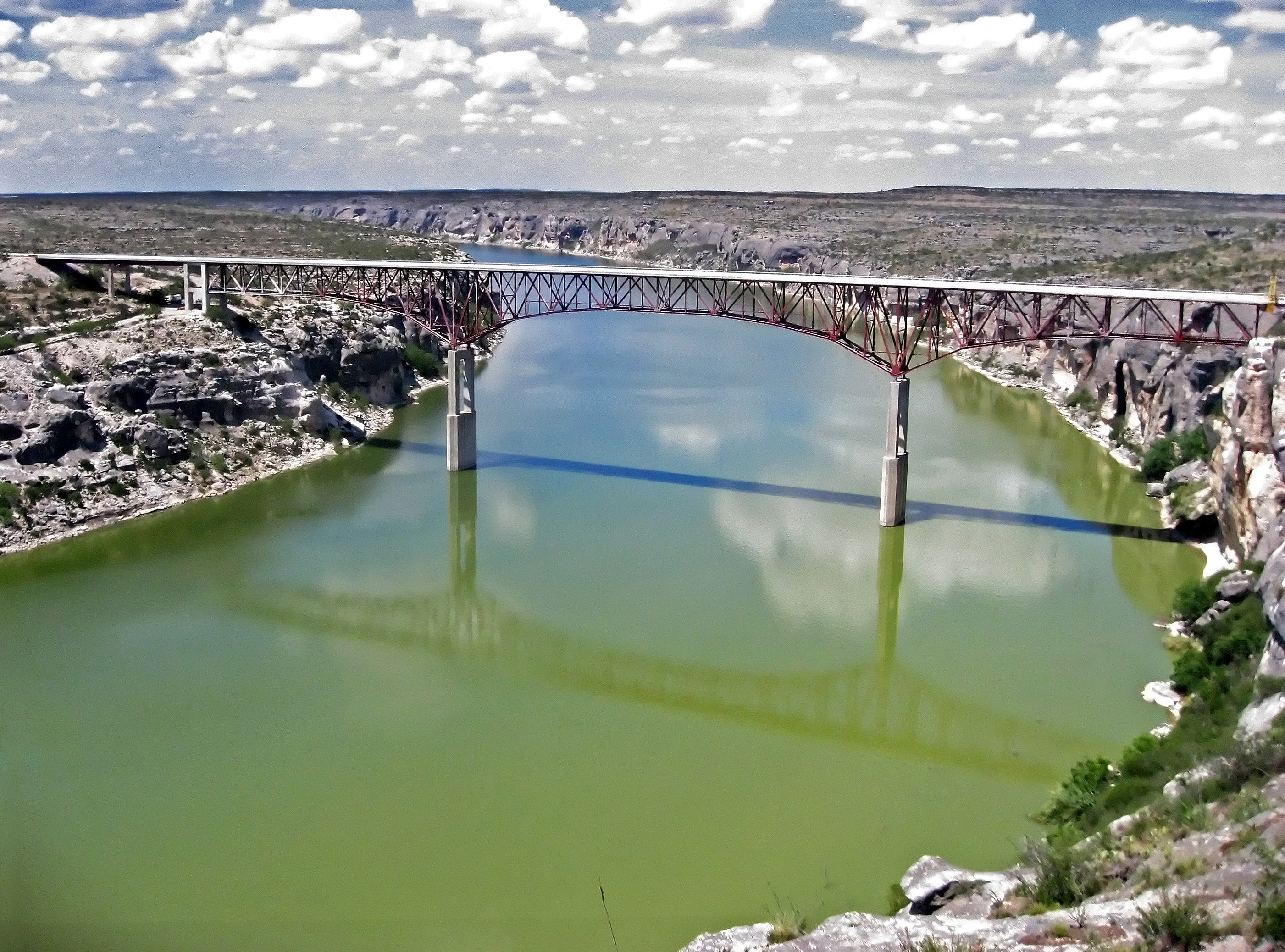
下流部にかかる高速道路橋。